# Parque nacional Coorabakh
Coorabakh es un parque nacional en Nueva Gales del Sur (Australia), ubicado a 272 km al noreste de Sídney.
Los puntos más resaltantes del parque son tres intrusiones de origen volcánico conocidas como Big Nellie, Flat Nellie y Little Nellie. Dentro del parque se encuentran tanto bosques de altos eucaliptos como bosques subtropicales. Varias especies amenazadas habitan el parque que incluyen aves y ranas.
Los visitantes pueden recorrer la caverna Newbys, cerca del arroyo Newbys o los escarpados caminos cerca de Big Nellie.

## Datos
- Área: 18 km²
- Coordenadas: 31°42′44″S 152°31′21″E / -31.71222, 152.52250
- Fecha de Creación: 1 de enero de 1999
- Administración: Servicio Para la Vida Salvaje y los Parques Nacionales de Nueva Gales del Sur
- Categoría IUCN: II

Véase también: Zonas protegidas de Nueva Gales del Sur